# Louisa Matilda Jacobs

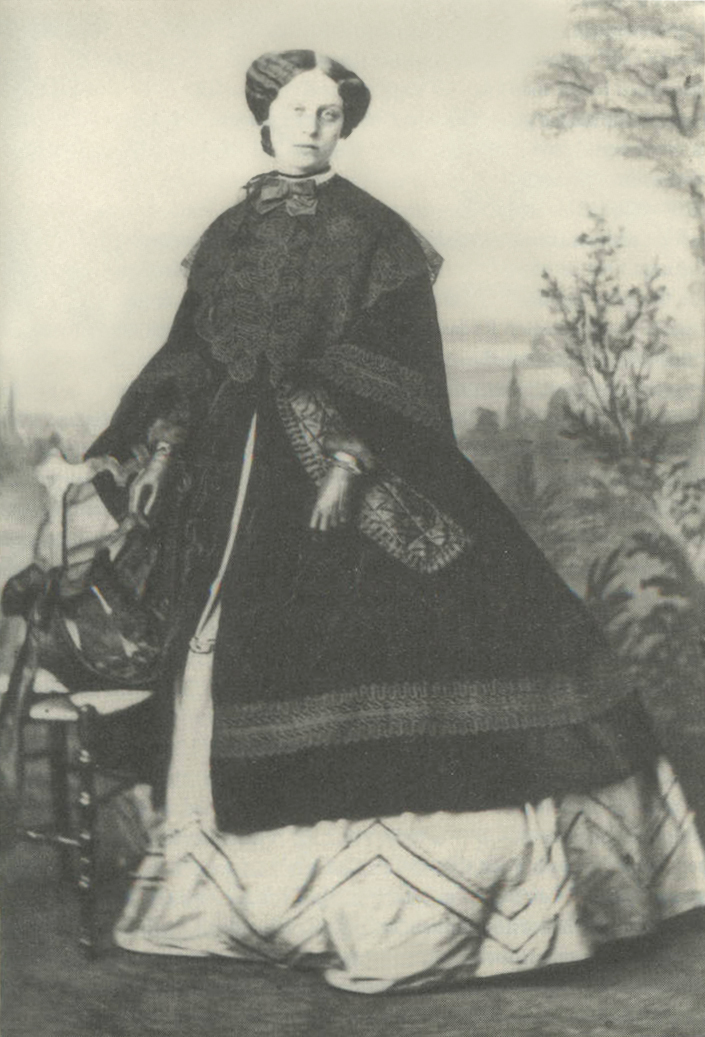
Foto, das vermutlich Louisa Matilda Jacobs darstellt

Louisa Matilda Jacobs (* 1832 oder 1833 in Edenton (North Carolina); † 5. April 1917 in Brookline (Massachusetts)) war eine afroamerikanische Lehrerin und Bürgerrechtlerin. Ihre ersten Lebensjahre werden in der Autobiographie ihrer Mutter Harriet Jacobs beschrieben. 2018 erschien ihr Briefwechsel unter dem Titel Whispers of Cruel Wrongs: The Correspondence of Louisa Jacobs and Her Circle, 1879-1911.

## Kindheit als Sklavin
Jacobs wurde 1832/33 in Edenton (North Carolina) als Tochter von Harriet Jacobs geboren. Harriet Jacobs gehörte als Sklavin einem Dr. Norcom, was bedeutete, dass auch ihre neugeborene Tochter und der zwei Jahre ältere Sohn Joseph von Geburt an Dr. Norcom gehörten. Der Vater von Joseph und Louisa Matilda war der Rechtsanwalt Samuel Tredwell Sawyer, ein Angehöriger der weißen Elite North Carolinas, mit dem Harriet Jacobs eine Beziehung eingegangen war, um einen gewissen Schutz gegen die Zudringlichkeiten Dr. Norcoms zu haben. Im Juni 1835 ging Harriet Jacobs in ein Versteck. Dr. Norcom reagierte, indem er die zweijährige Louisa, den sechsjährigen Joseph und ihren Onkel, Harriets Bruder John, in das Gefängnis werfen ließ. Nachdem sie dort mehrere Wochen festgehalten worden waren, verkaufte Norcom alle drei an einen Sklavenhändler, der sie in einen anderen Bundesstaat schaffen sollte.
Entgegen der gesellschaftlichen Konvention, die von einem weißen "Gentleman" forderte, seine Kinder aus Beziehungen mit Sklavinnen zu verschweigen und sich nicht um sie zu kümmern, hatte Sawyer jedoch bereits heimlich mit dem Sklavenhändler vereinbart, dass dieser die drei an ihn weiterverkaufen würde. Während John Jacobs offiziell Sawyers Sklave wurde, wurden die Verkaufsdokumente für Joseph und Louisa auf Molly Horniblow ausgestellt, die freie Großmutter von Harriet Jacobs.
Louisa und ihr Bruder lebten zunächst bei ihrer Urgroßmutter, ohne zu ahnen, dass ihre Mutter sich in einem winzigen Raum unter dem Dach versteckt hielt. 1839 nahm der inzwischen verheiratete und zum Kongressabgeordneten gewählte Sawyer seine Tochter Louisa mit nach Washington. Ein halbes Jahr später wurde sie zu Sawyers Cousine nach Brooklyn bei New York geschickt. Diese Schritte hatte Sawyer durch Molly Horniblows Vermittlung mit Harriet Jacobs abgestimmt. Da in New York die Sklaverei damals bereits abgeschafft war, war Louisa damit eigentlich frei, doch wurde sie bei Sawyers Cousine nicht viel besser als eine Sklavin behandelt. Insbesondere durfte sie nicht zur Schule gehen, obwohl Sawyer ihrer Mutter den Schulbesuch zugesagt hatte.

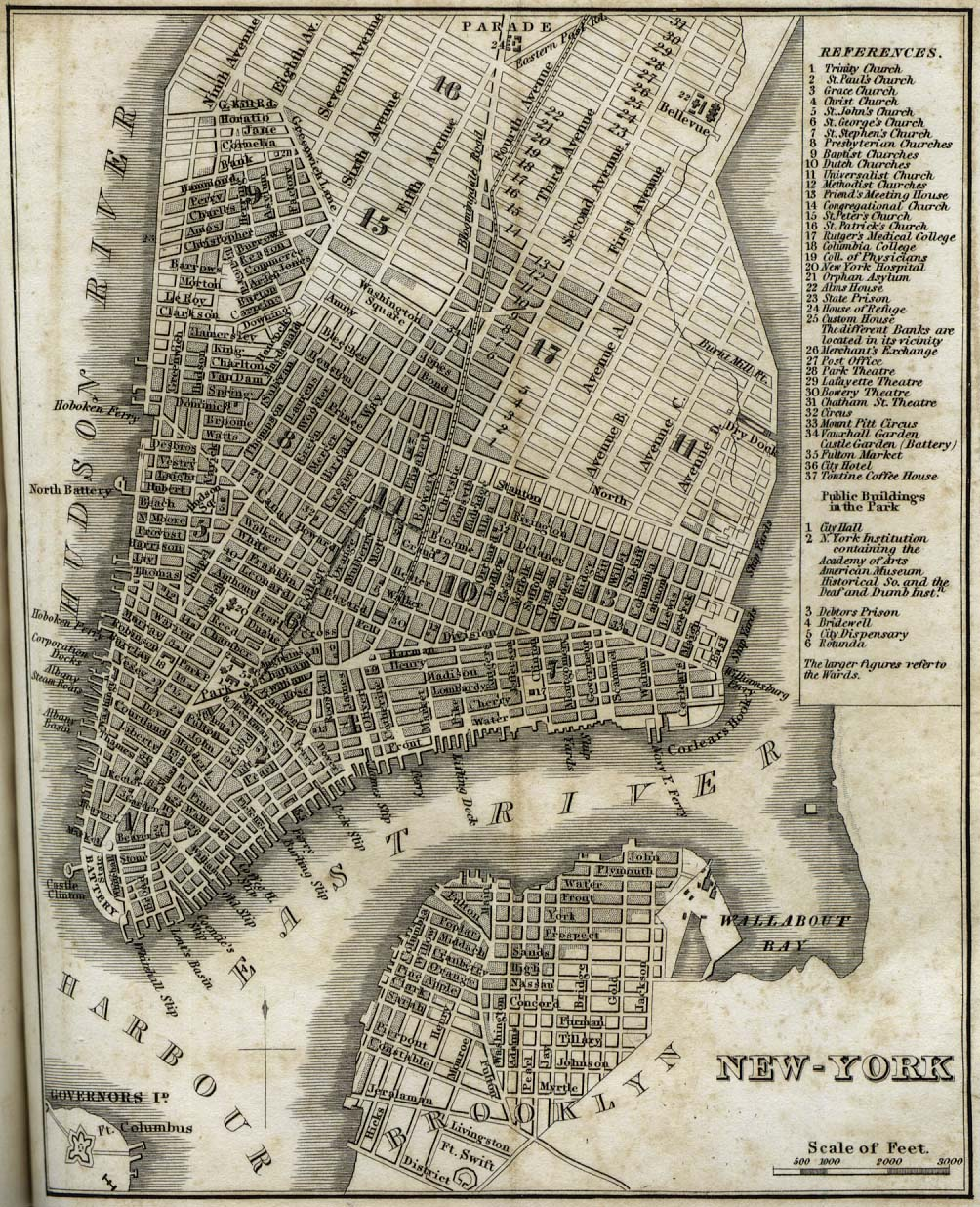
New York und Brooklyn 1842

Erst 1842 konnte Jacobs' Mutter ihr Versteck verlassen und aus Edenton fliehen. In New York fand sie eine Anstellung als Kindermädchen bei der Familie des Schriftstellers Nathaniel Parker Willis, mit der sowohl Harriet als auch Louisa Jacobs ihr Leben lang verbunden bleiben sollten. Mutter und Tochter konnten sich jetzt zwar regelmäßig sehen, aber die Mutter sah zunächst keine Möglichkeit, ihre Tochter aus dem Haushalt von Sawyers Cousine herauszuholen. 1843 musste Harriet Jacobs, die nach wie vor von Dr. Norcom gesucht wurde, nach Boston fliehen, wo sich ihr Bruder, der seinem Besitzer Sawyer entkommen war, niedergelassen hatte. Sie nutzte die Gelegenheit, ihre Tochter mitzunehmen. Louisa Jacobs' Bruder Joseph war schon einige Monate zuvor von seiner Urgroßmutter nach Boston geschickt worden.

## Ausbildung und Stellensuche
Die 10-jährige Louisa Jacobs konnte noch nicht lesen. Ihre Mutter begann daher, sie zuhause zu unterrichten. Um die Jahreswende 1848/49 wurde sie in das Internat Young Ladies Domestic Seminary in Clinton (New York) aufgenommen, das ihr Onkel John für sie ausgewählt hatte. Für die von dem Geistlichen Hiram H. Kellogg geführte Schule galt: "Die Bildung von Frauen ist besonders wichtig und ist der Aufmerksamkeit und Unterstützung der Kirche wert", um die Frauen auf ihre Rollen als Mütter und Lehrerinnen vorzubereiten.
Nach Abschluss der Schule ging Jacobs 1852 in den Westen, um eine Stelle als Lehrerin zu suchen. Nachdem sich die Stellensuche als vergeblich erwiesen hatte, half sie einige Zeit ihrer Mutter, die wieder bei Familie Willis arbeitete. In dieser Zeit schrieb sie auch das Manuskript der Autobiographie ihrer Mutter ab und wird dabei deren Rechtschreibung und insbesondere die Zeichensetzung verbessert haben. Die Biografin ihrer Mutter, J.F.Yellin, geht aber davon aus, dass sie sonst keinen weiteren Einfluss auf das Buch nahm. 1856 konnte sie in Brooklyn eine Stelle als Gouvernante für die Tochter von Willis' Schwester, die unter dem Pseudonym Fanny Fern ebenfalls als Schriftstellerin arbeitete, antreten. Ihre Arbeit für Fanny Fern endete aber bald nach einem heftigen Streit, bei dem Ferns Mann seine Frau davon abhalten musste, Jacobs zu schlagen.

## Lehrerin und Bürgerrechtlerin

### Die Jacobs-Schule

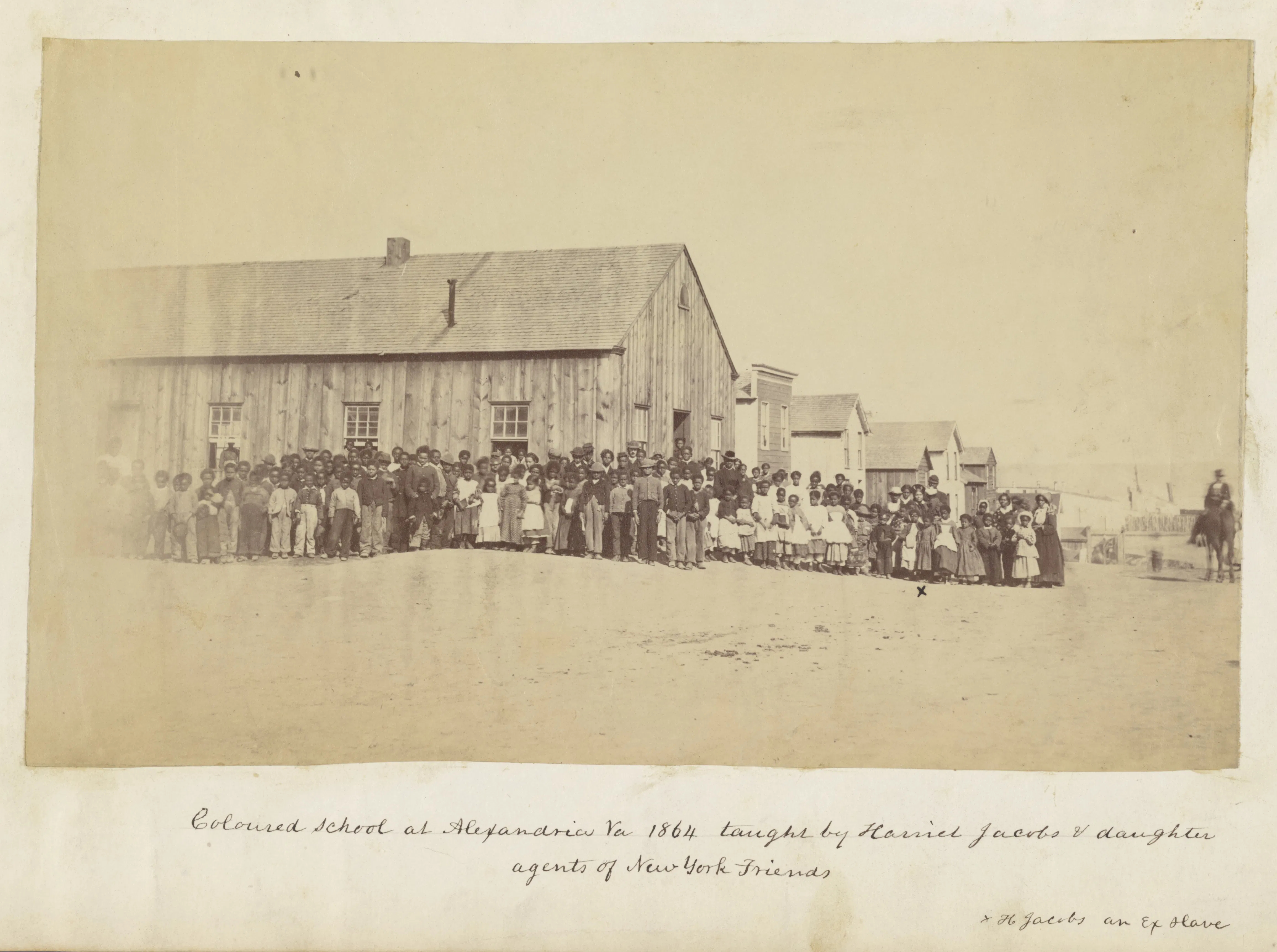
Harriet und Louisa Matilda Jacobs mit ihrer Klasse vor der Jacobs-Schule, Alexandria (Virginia) 1864

In den ersten Monaten des Jahres 1861 kam es wegen der Frage der Sklaverei zunächst zur Sezession der Südstaaten der USA und dann zum Bürgerkrieg. Zahlreiche Afroamerikaner, die der Sklaverei im Süden entkommen konnten, sammelten sich nördlich der Front. Da die Regierung Lincoln die Sklaven nach wie vor als Eigentum ihrer Besitzer ansah, wurden diese Flüchtlinge im Normalfall als "contraband of war" (beschlagnahmtes Feindeigentum) betrachtet. Bald setzte sich daher die Bezeichnung Contrabands durch. Sie vegetierten zum Teil unter erbärmlichsten Bedingungen in provisorischen Flüchtlingslagern dahin. Harriet Jacobs sah nun ihre Aufgabe darin, den Contrabands zu helfen.
In den meisten Sklavenstaaten war es vor dem Bürgerkrieg verboten, Sklaven im Lesen und Schreiben zu unterrichten. In Virginia erstreckte sich dieses Verbot sogar auf freie Schwarze. Nach dem Einmarsch der Unionstruppen 1861 entstanden in Alexandria zwar einige Schulen, die auch Schwarze aufnahmen, es gab aber zunächst keine kostenlose Schule unter afroamerikanischer Kontrolle. Harriet Jacobs unterstützte nun ein Schulprojekt, das im Laufe des Jahres 1863 aus der schwarzen Gemeinschaft heraus entstand. Im Herbst 1863 ging Louisa Matilda Jacobs zur Unterstützung ihrer Mutter nach Alexandria. Nach einigen Konflikten mit weißen Missionaren aus dem Norden, die die Schule unter ihre Kontrolle bringen wollten, konnte die Jacobs School im Januar 1864 unter der Leitung von Louisa Matilda ihre Arbeit aufnehmen.

### Arbeit mit ehemaligen Sklaven in Savannah

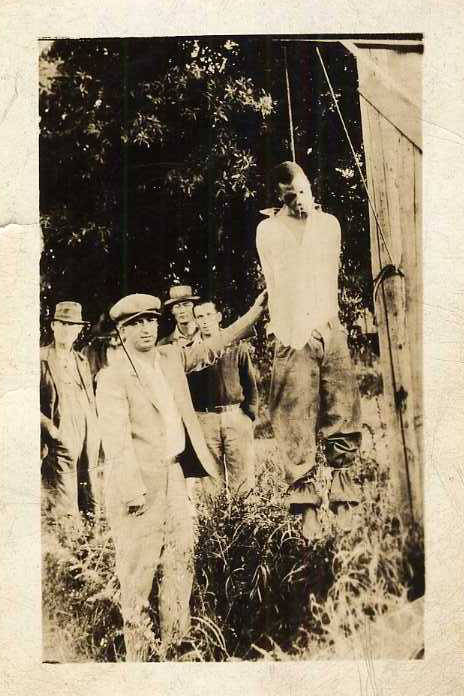
Lynchjustiz spielte eine wichtige Rolle, um die White Supremacy nach der Niederlage im Bürgerkrieg aufrechtzuerhalten.

Mutter und Tochter Jacobs setzten ihre Arbeit in Alexandria bis nach dem Sieg der Union im Bürgerkrieg fort. Unter dem Eindruck, dass die ehemaligen Sklaven in Alexandria nun für sich selbst sorgen könnten, folgten sie einem Aufruf einer Hilfsorganisation aus Neuengland, die Lehrer für die befreiten Sklaven in Georgia suchte. Im November 1865 trafen sie in Savannah (Georgia) ein, das erst 11 Monate zuvor den Einmarsch der Unionstruppen und die Befreiung der Sklaven erlebt hatte. In den nächsten Monaten verteilten sie Kleider und machten sie sich an den Aufbau einer Schule, eines Waisenheims und eines Altersheims.
Die politische Situation hatte sich jedoch inzwischen gewandelt: Nach der Ermordung Lincolns war mit Andrew Johnson ein Südstaatler und ehemaliger Sklavenhalter Präsident geworden. Bereits im Juli 1866 verließen Mutter und Tochter Jacobs das zunehmend von Gewalt gegen die Schwarzen geprägte Savannah wieder.

### Rednerin für die American Equal Rights Association
Im Februar 1867 begann Louisa Matilda Jacobs, Vorträge für die American Equal Rights Association (Amerikanische Gleichberechtigungsvereinigung) im Bundesstaat New York zu halten. Die Association kämpfte sowohl für das Wahlrecht der Frauen als auch für das nach der Abschaffung der Sklaverei besonders heftig umstrittene Wahlrecht der Schwarzen. Diese Vortragsreise unternahm sie zusammen mit dem altgedienten Aktivisten Charles Lenox Remond, mit dem schon ihr Onkel John S. zwei Jahrzehnte zuvor zusammengearbeitet hatte. Da die Aussichten, dass der Kongress das Wahlrecht der Schwarzen durch einen Verfassungszusatz garantieren würde, gut waren, aber mit dem Frauenwahlrecht vorerst nicht zu rechnen war, kam es zu Konflikten in der Association. Manche Feministinnen sprachen davon, dass die Sklaverei der Frau in der Ehe schlimmer sei als die gerade abgeschaffte Sklaverei der Schwarzen. Bei einer Veranstaltung in Troy sagte die bekannte Feministin Susan B. Anthony, dass die schwarze Frau zu Zeiten der Sklaverei durch ihren weißen Herrn vor ihrem tyrannischen Mann geschützt worden sei. Dies stand in eklantantem Widerspruch zu den Erfahrungen von Jacobs' Mutter und auch der ehemaligen Sklavinnen, mit denen Jacobs in Alexandria und Savannah gearbeitet hatte. Jacobs, die am Folgetag sprach, wurde dadurch in eine peinliche Situation gebracht. J.F.Yellin, die Biografin ihrer Mutter, meint, außer diesen Konflikten sei auch fehlende Begabung als Rednerin der Grund dafür gewesen, dass Jacobs' erste Vortragsreise ihre einzige blieb.
Ende 1867 reiste Jacobs gemeinsam mit ihrer Mutter nach Großbritannien, um Gelder für die Heime in Savannah zu sammeln, deren Aufbau 1866 nicht über das Planungsstadium hinausgelangt war. Nach ihrer Rückkehr musste sie allerdings erkennen, dass der in Georgia herrschende Terror gegen die Schwarzen, der teilweise vom Ku-Klux-Klan organisiert wurde, diese Projekte unmöglich machte. Die gesammelten Gelder wurden dem Heim-Fonds einer Hilfsorganisation übergeben.

## Alter und Tod

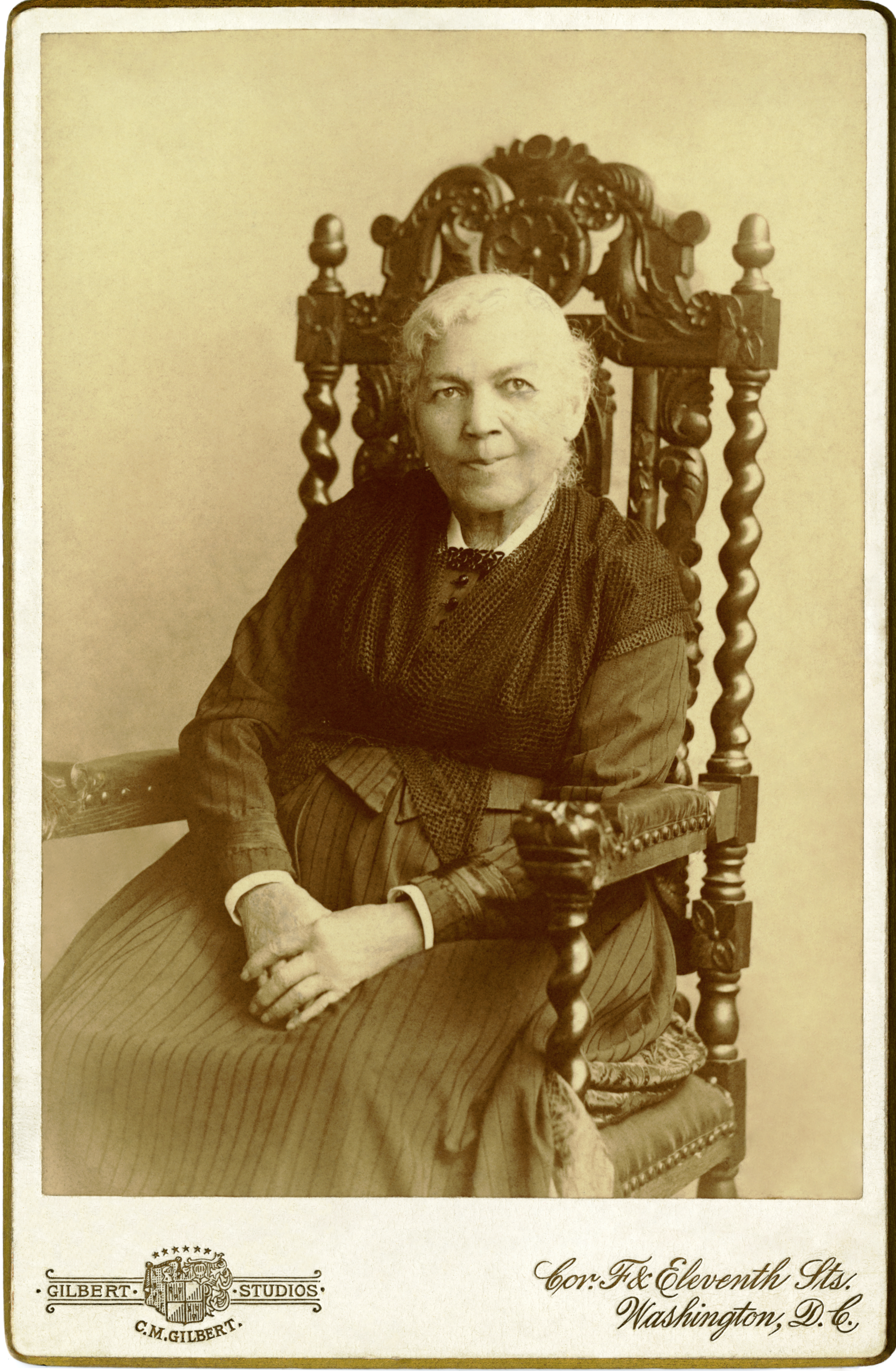
Harriet Jacobs 1894

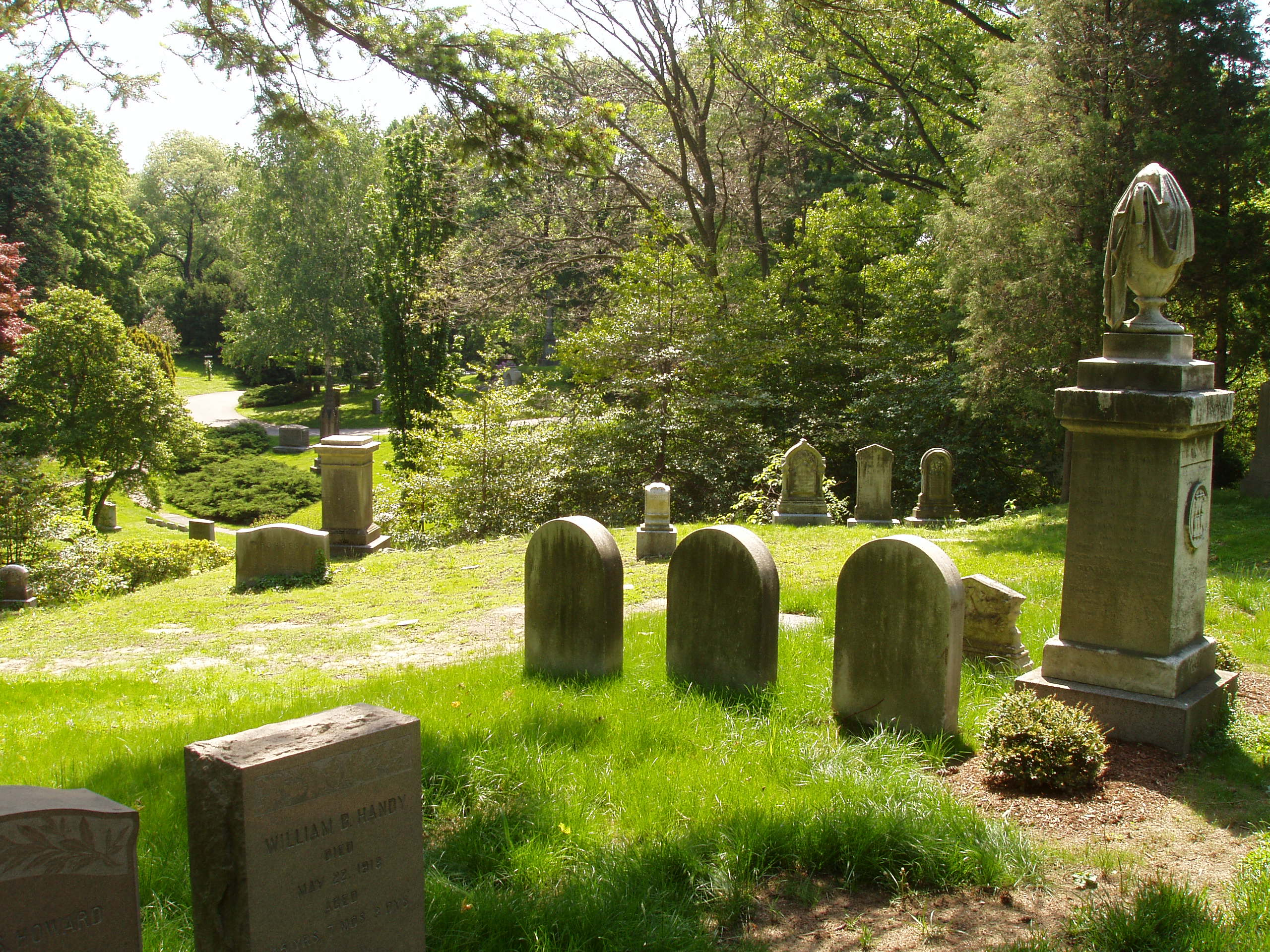
Mount Auburn Cemetery, Cambridge, Massachusetts

Nach ihrer Rückkehr aus England zogen sich Mutter und Tochter Jacobs weitgehend aus der Öffentlichkeit zurück. Gemeinsam betrieben sie in Cambridge (Massachusetts) ein boarding house (Pension), in dem unter anderem Professoren der Harvard University wohnten. 1877 zogen sie nach Washington, D.C., wo Louisa Matilda auf eine Anstellung als Lehrerin hoffte. Sie fand aber nur für kurze Zeit Arbeit; Mutter und Tochter betrieben wieder ein boarding house, bis Harriet Jacobs 1887/88 so schwer erkrankte, dass sie diese Tätigkeit aufgeben musste. Mit Gelegenheitsjobs und der Hilfe von Freunden hielten die beiden sich mühsam über Wasser. Jacobs pflegte ihre Mutter bis zu deren Tod am 7. März 1897 in Washington, D.C.
Nach dem Tod ihrer Mutter arbeitete Jacobs als Hausmutter (matron) am National Home for the Relief of Destitute Colored Women and Children (Nationales Heim zur Unterstützung verarmter farbiger Frauen und Kinder), später als matron an der Howard University. Im Alter von 75 Jahren ging sie 1908 in den Ruhestand. Ihren Lebensabend verbrachte sie zum großen Teil bei Edith Willis Grinnell, der Tochter von Nathaniel Parker Willis, in deren Haus sie seit 1914 wohnte.
Am 5. April 1917 starb sie in Brookline (Massachusetts) im Haus von Edith Willis Grinnell und wurde neben ihrer Mutter und ihrem Onkel auf dem Mount Auburn Cemetery begraben.